# Toma Tudoran
Toma Tudoran (ur. 12 kwietnia 1903 w Jassach, zm. 9 stycznia 1975) – rumuński jeździec, uczestnik Igrzysk Olimpijskich w 1936 w Berlinie. Na igrzyskach olimpijskich wystąpił w skokach przez przeszkody, których nie ukończył.